# Zustände wie im Paradies (1919)
Zustände wie im Paradies (Originaltitel: Male and Female, Alternativtitel: Vom Diener zum Herrscher) ist ein US-amerikanisches Stummfilmdrama von Cecil B. DeMille aus dem Jahr 1919. In den Hauptrollen sind Gloria Swanson und Thomas Meighan zu sehen. Der Film basiert auf dem erstmals 1902 aufgeführten Bühnenstück The Admirable Crichton von J. M. Barrie. Es war die dritte Zusammenarbeit von Swanson und DeMille.

## Handlung
Im Mittelpunkt steht die Beziehung zwischen Lady Mary Loam, einer britischen Aristokratin, und ihrem Butler Crichton. Er träumt von einer Romanze mit Mary, aber sie verachtet ihn wegen seiner niedrigen sozialen Stellung. Als die beiden und einige andere Adelige auf einer einsamen Insel Schiffbruch erleiden, sind sie in einem Naturzustand auf sich allein gestellt.
Die Überlebensfähigkeiten der Aristokraten sind weitaus schlechter als die von Crichton und es kommt zu einem Rollentausch, bei dem der Butler zum König der Gestrandeten wird. Crichton und Mary sind kurz davor, auf der Insel zu heiraten, als die Gruppe gerettet wird. Nach seiner Rückkehr nach Großbritannien beschließt Crichton, Mary nicht zu heiraten; stattdessen bittet er das Dienstmädchen Tweeny (die sich die ganze Zeit zu Crichton hingezogen fühlte), ihn zu heiraten, und die beiden ziehen in die Vereinigten Staaten.

## Produktion
Der Film enthält zwei berühmte Szenen, die bezeichnend für DeMilles Vorlieben als Filmemacher sind:
- Eine frühe Szene zeigt Gloria Swanson beim Baden in einer aufwendigen Umgebung, begleitet von zwei Dienstmädchen, die sie mit Rosenwasser und Badesalz, einem seidenen Morgenmantel und luxuriösen Handtüchern überhäufen.
- Gegen Ende des Films wird Swanson in einer Fantasy-Sequenz über das antike Babylon als Gabriel von Max’ berühmtes Gemälde Die Löwenbraut dargestellt, wobei sie mit einem echten Löwen fotografiert wird.

## Rezeption
In den Kinos der USA wurde der Film am 23. November 1919 uraufgeführt. Die deutsche Premiere erfolgte 1922 unter dem Titel Vom Diener zum Herrscher im Marmorhaus Berlin.

## Weitere Verfilmungen
Neben einem weiteren Stummfilm (1918) existieren zwei Fernsehfilme (1950 und 1968), ein französischer (1933), ein US-amerikanischer (Schiffbruch unter Palmen mit Bing Crosby und Carole Lombard, 1934) und ein chinesischer Kinofilm (1936). 1957 erschien eine weitere Neuverfilmung des Regisseurs Lewis Gilbert. Die Hauptrollen sind mit Sally Ann Howes und Kenneth More besetzt.